# Jania pusilla
Jania pusilla (Sonder) Yendo, 1905  é o nome botânico de uma espécie de algas vermelhas pluricelulares do gênero Jania.
- São algas marinhas encontradas na Austrália.

## Sinonímia
- Corallina nana Leonormand ex Harvey, 1863
- Corallina pusilla Sonder, 1881
- Corallina lenormandiana Grunow ex De Toni, 1905